# إميليا أميرة بريطانيا العظمى
إميليا أميرة بريطانيا العظمى هي إميليا صوفيا إيليانور (30 مايو 1711م-31 أكتوبر 1786م) هي الابنة الثالثة لجورج الثاني ملك بريطانيا العظمى من زوجته كارولين أميرة أنسبش بعد فريدريك أمير ويلز وآن أميرة أورانج.